# Seznam českých šlechtických rodů, S
Tento seznam obsahuje výčet šlechtických rodů, které byly v minulosti spjaty s Českým královstvím Podmínkou uvedení je držba majetku, která byla v minulosti jedním z hlavních atributů šlechty, případně, zejména u šlechty novodobé, jejich služby ve státní správě na území Českého království či podnikatelské aktivity. Platí rovněž, že u šlechty, která nedržela konkrétní nemovitý majetek, jsou uvedeny celé rody, tj. rodiny, které na daném území žily alespoň po dvě generace, nejsou tudíž zahrnuti a počítáni za domácí šlechtu jednotlivci, kteří zde vykonávali pouze určité funkce (politické, vojenské apod.) po přechodnou či krátkou dobu. Nejsou rovněž zahrnuti církevní hodnostáři z řad šlechty, kteří pocházeli ze šlechtických rodů z jiných zemí.

## S
- Sádovští ze Sloupna
- Saint-Genoisové d’Anneaucourt[1]
- Sakové z Bohuňovic[2]
- Salomonové z Friedbergu[1]
- Satanéřové z Drahovic
- Sedlničtí z Choltic
- Seilern-Aspangové[1]
- Sekerkové ze Sedčic
- Sendražští ze Sendražice
- Sezimové z Ústí
- Schaffgotschové
- Schaumburg-Lippeové[1]
- Schirndingerové ze Schirndingu
- Schlesinger[1]
- Schönauové[1]
- Schönbornové[1]
- Schönburg-Hartensteinové[1]
- Schönkirchové[2]
- Schreitterové von Schwarzenfels[1]
- Schubertové von Schutterstein[1]
- Schürerové z Waldheimu
- Schwarzenbergové
- Silva-Taroucové
- Sinzendorfové
- Skuhrovští ze Skuhrova
- Slavatové z Chlumu a Košumberka
- Slepotičtí z Sulic
- Smiřičtí ze Smiřic
- Smíškové z Vrchovišť
- Sobětičtí ze Sobětic
- Spensové z Boodenu
- Sprinzenstein-Neuhausové[1]
- Stadionové
- Stachové z Hrádku
- Starckové
- Stošové z Kounic[3]
- Strakové z Nedabylic
- ze Stráže
- Stránovští ze Sovojovic
- Střelové z Rokyc
- Stubenberkové
- Stubickové z Königsteinu[2]
- Sudličkové z Borovnice[3]
- Sudové z Řeneč
- Sulislavci